# Salvaleón
Salvaleón è un comune spagnolo di 2 173 abitanti situato nella comunità autonoma dell'Estremadura.